# Fenacita
La fenacita o fenaquita és un mineral silicat del grup dels neosilicats ortosilicats força rar que conté beril·li, Be₂SiO₄. Ocasionalment es fa servir com pedra preciosa. La fenacita es presenta en cristalls isolats de forma de romboedre i d'hàbit lenticular o prismàtic. Els cristalls de vegades són perfectament incolors i transparents, però més sovint són grisencs o groguencs.

## Formació i jaciments

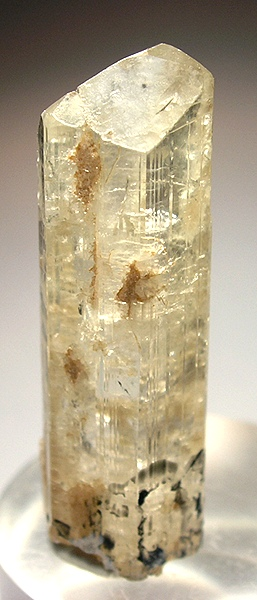
Cristall de fenaquita de Mont Ikaka, Madagascar (mida: 3.1 x 1 x 0.7 cm)

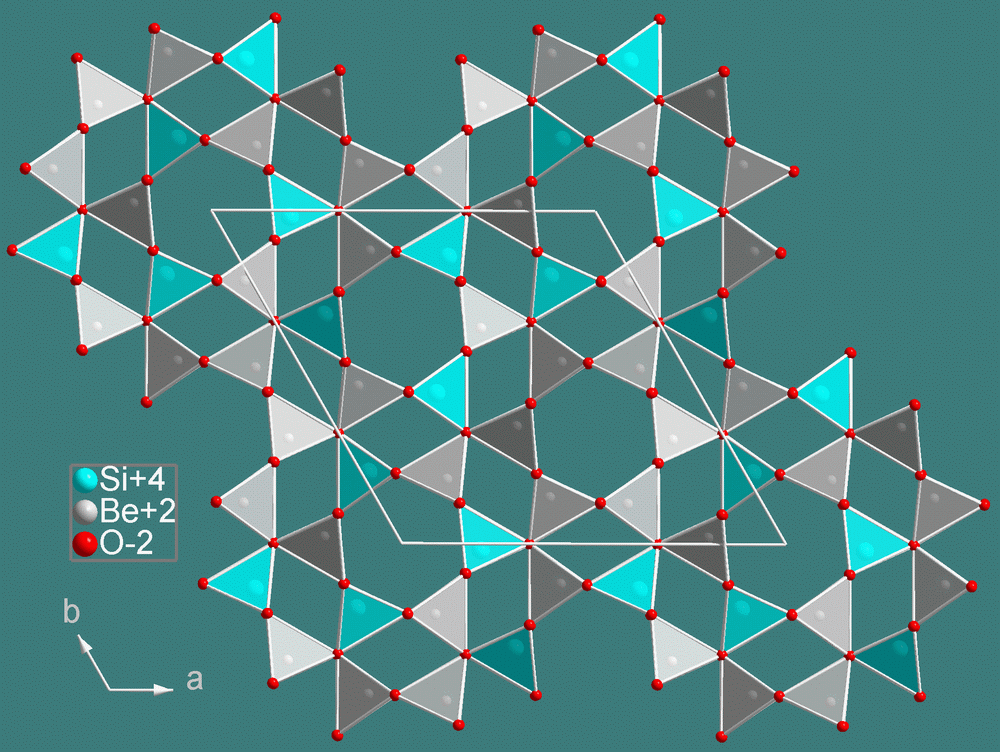
Estructura del cristall vista al llarg de l'eix c

La fenaquita es troba en venes de pegmatita a alta temperatura i en mica-esquists associats amb quars, crisoberil, apatita i topazi. Es troba en les mines de maragdes de Takovaya stream, prop de Iekaterinburg als Urals de Rússia, entre altres llocs també es presenta a la regió de Pikes Peak a Colorado.
A Catalunya ha estat descrita només al Cap de Creus (Alt Empordà, Girona).